# Kai-Uwe Dräger
Kai-Uwe Dräger, auch Ajit Kai Dräger (geb. um 1962 in Saarbrücken), ist ein deutscher Bildhauer, der seit 1988 in Berlin wohnt und arbeitet.

## Biografisches
Nach der Schule absolvierte Dräger eine Ausbildung zum Steinmetz, machte dann den Meister und bildete sich fort zum Steinbildhauer.
Nach seinem Umzug nach Berlin gründete Dräger ein eigenes Unternehmen in Berlin-Heiligensee, in dem mehrere Steinmetze und Bildhauer beschäftigt werden. Das Unternehmen Steinforum befindet sich im historischen Straßenbahndepot in Heiligensee, das Dräger im Jahr 1989 erwarb und in mehreren Schritten mithilfe seiner Mitarbeiter und mit informeller Unterstützung des Berliner Denkmalamtes auf eigene Kosten sanierte und für seine Zwecke im Inneren umgestaltete. Die frühere Rangierfläche vor der Halle wurde zu einem Ausstellungsgelände für Steinkunst, auf dem seine eigenen Werke zu sehen sind, darüber hinaus können auch andere Künstler ihre Werke ausstellen. Sein Unternehmen hat bereits mehrere Restaurierungsarbeiten an historischen Bauwerken in ganz Berlin ausgeführt.

## Werke (Auswahl)
- 1991–1995: Sanierung des Spindlerbrunnens am Spittelmarkt in Berlin-Mitte[3],
- 1995: zwei Sandsteinskulpturen und das Brunnenrondell für den Jugendplatz in Siemensstadt, einem Ortsteil von Berlin-Spandau: Großvater mit Kind und Lesendes Mädchen;
 der Platz wird zwischen 2023 und 2025 im Auftrag des Bezirksamts Spandau erneuert[4]
- 1995: zusammen mit der Landschaftsarchitektin Barbara Hanke Gestaltung der großflächigen Brunnenanlage Die Begegnung für den Cecilienplatz im Ortsteil Hellersdorf, aus Natur- und Ziegelsteinen[5],
- 1997: Gestaltung der Granitstelen auf dem Max-Josef-Metzger-Platz im Berliner Ortsteil Wedding[1],
- 1997: Sanierung und Rekonstruktion der Terrasse des Kinos Delphi an der Fasanenstraße in Berlin-Charlottenburg[3][6],
- 2000: Der große Wurf – Künstliche Landschaft mit Architektur nach einem Entwurf von Willnecker & Siegmann und Kai Dräger, in Berlin-Schöneberg im neu benannten Kurt-Hiller-Park[7]
- um 2000: Ausführung einer zehn Meter langen Boden-Intarsie im Paul-Löbe-Haus des Bundestags[8]: in Steinplatten eingearbeitete Metallbuchstaben, die Zitate berühmter Personen wiedergeben und vom US-amerikanischen Künstler Joseph Kosuth entworfen worden sind.[9]
- 2002: Restaurierung und Neuerschaffung historischer steinerner Schmuckfiguren und Architekturelemente für das Alte Stadthaus in Berlin
Die Figuren sind 1974 abgenommen und auf einem Bauhof in Berlin-Friedrichsfelde gelagert worden. Dort sind viele durch die Witterungseinwirkungen brüchig oder ganz unbrauchbar geworden. Für das seit 1993 sanierte und restaurierte Alte Stadthaus waren nach den vorhandenen Resten oder Original-Vorlagen aus Kirchheimer Muschelkalk etwa 180 Teile neu herzustellen.[2]
- Sanierung der Fassade des Rathauses Charlottenburg[3],
- 2007/2008: Herstellung der weltweit ersten Kopie der Büste von Kaiser Konstantin dem Großen, die sich im Kapitolinischen Museum in Rom befindet. Die drei Meter hohe und 25 Tonnen schwere Büste aus Carrara-Marmor wurde im Rheinischen Landesmuseum vom 2. Juni bis 4. November 2007 in Konstantins erster Kaiserresidenz Trier den Besuchern gezeigt. 
Vorlage für die 1:1-Kopie war ein 3D-Computerscan, den eine Spezialfirma 2006 in Rom vom Original angefertigt hatte.[8]

Werkbeispiele
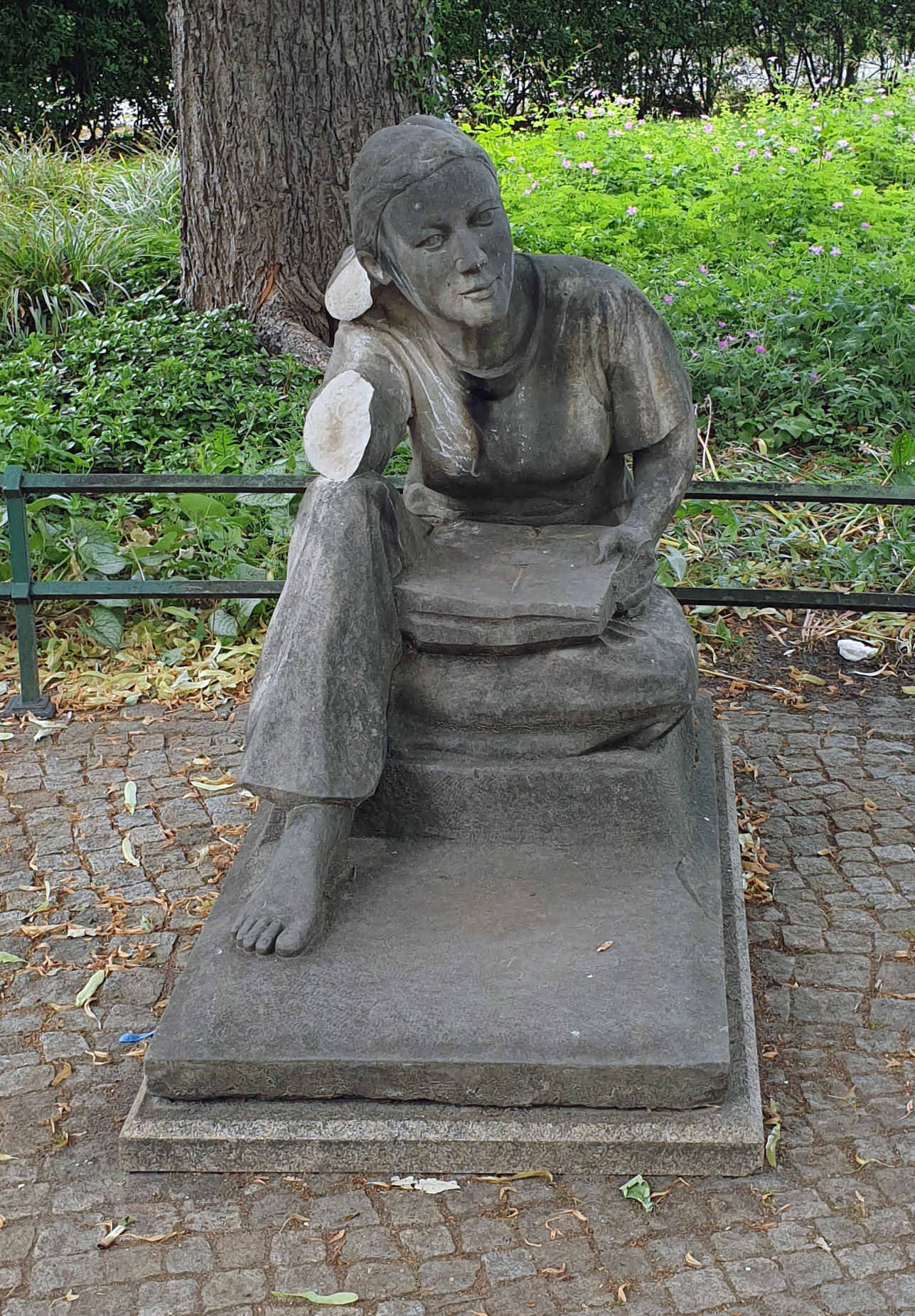
Lesendes Mädchen, Zustand 2022
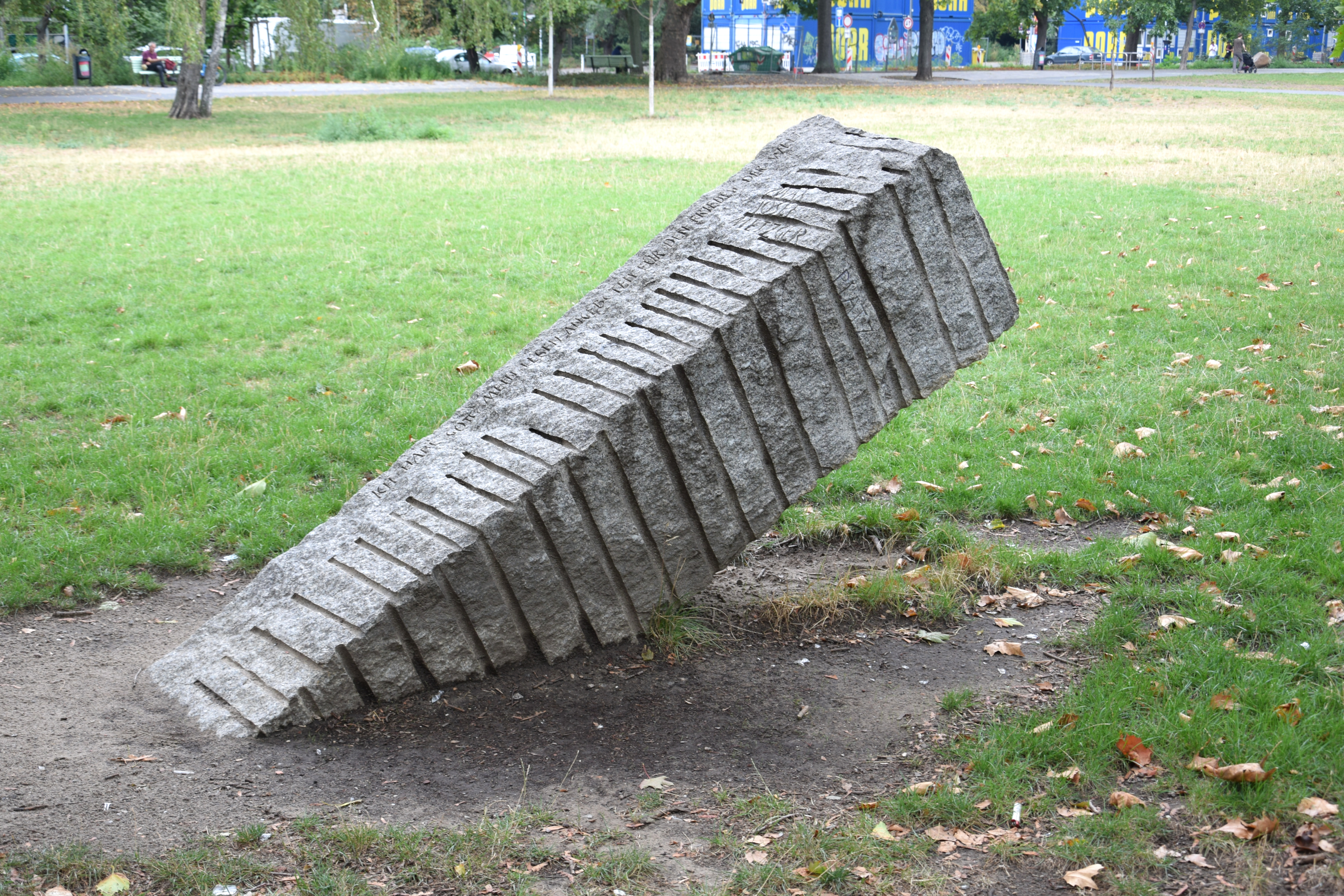
Granit-Stele auf dem Max-Josef-Metzger-Platz
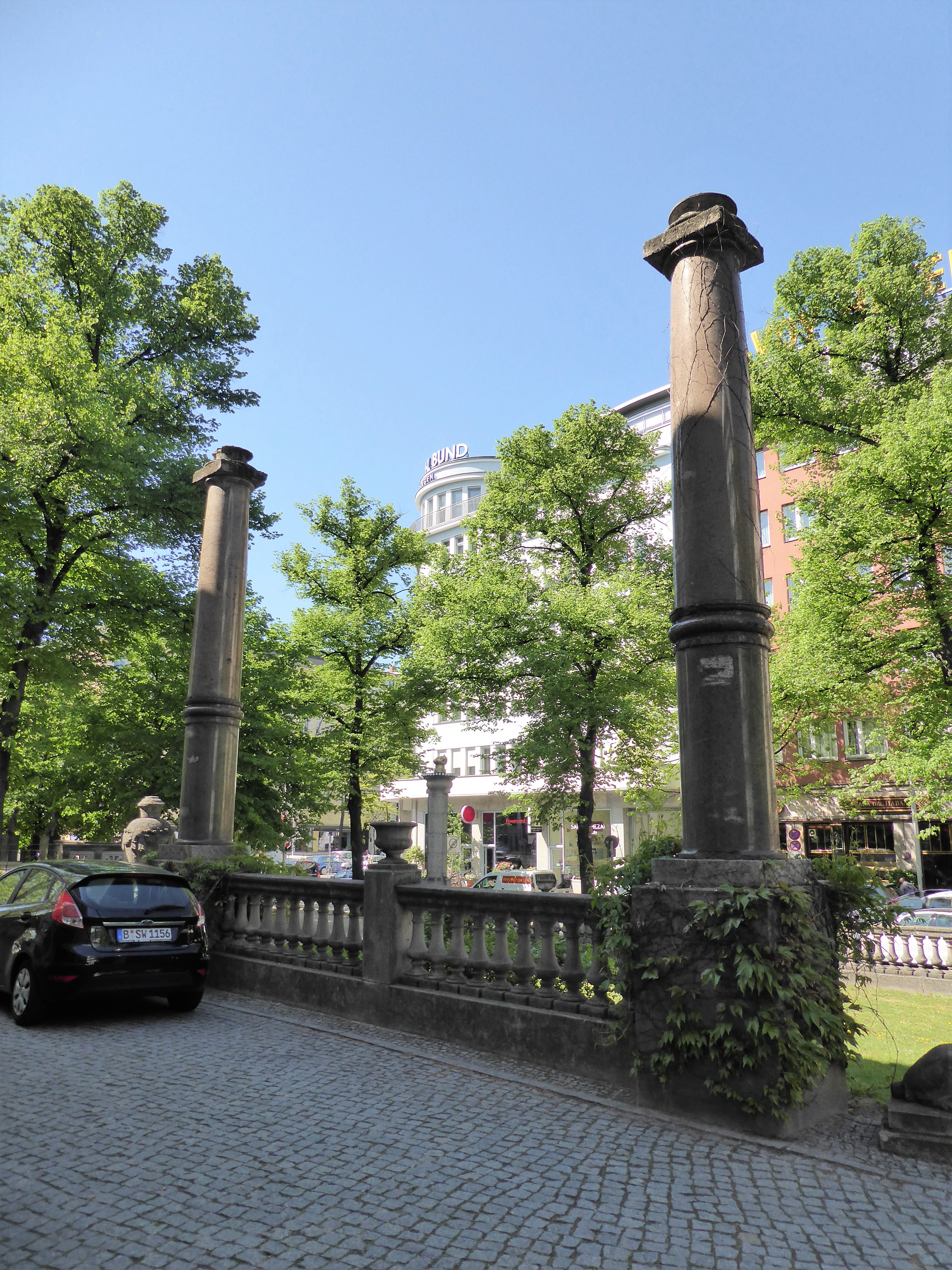
Detail der sanierten Delphi-Terrasse
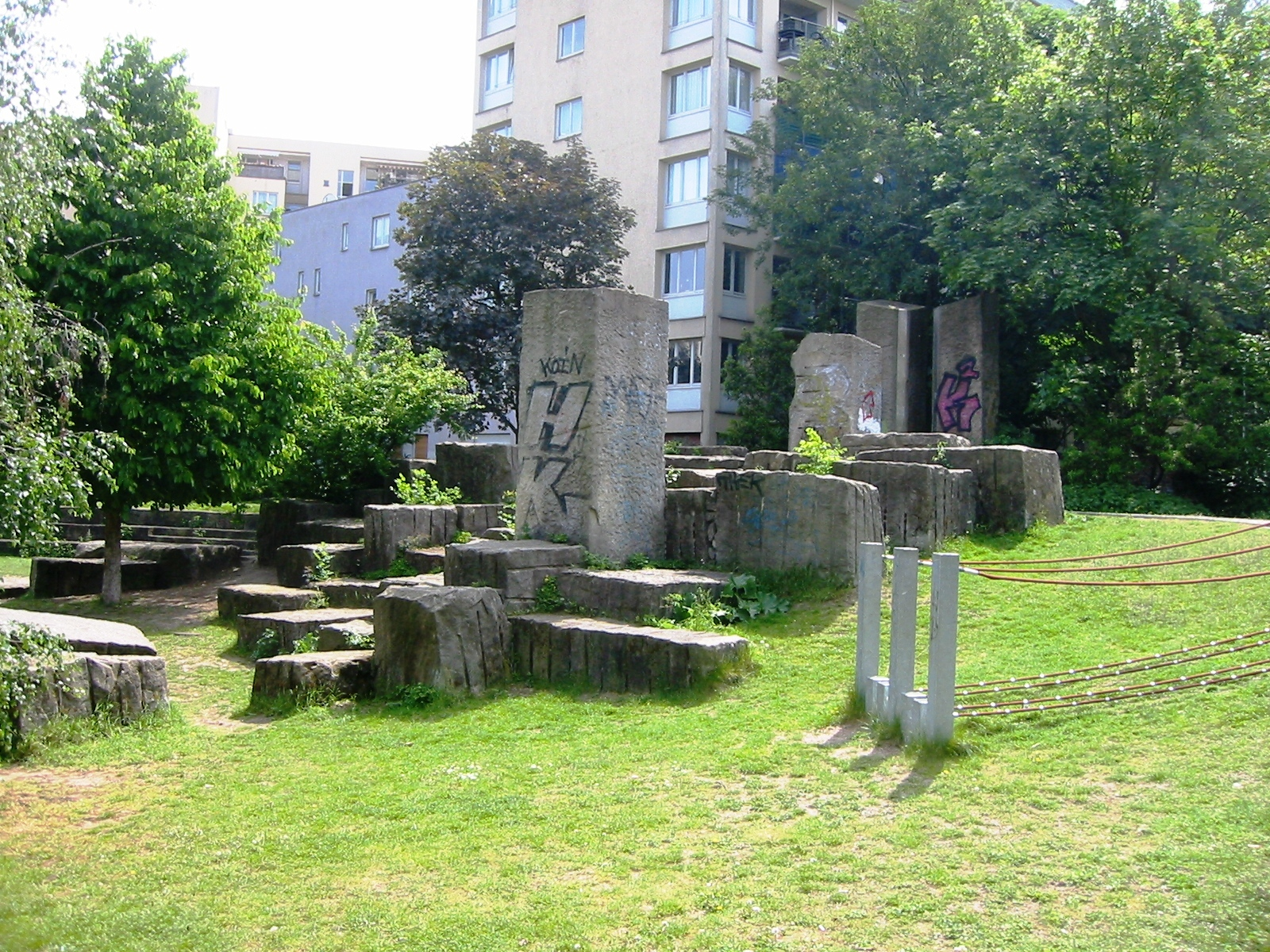
Der große Wurf

## Ausstellung
Im Berliner Fraunhofer-Institut für Produktionsanlagen und Konstruktionstechnik (IPK) wurde im April/Mai 2013 eine Ausstellung unter dem Thema Was kann die moderne Technik für einen Bildhauer leisten („Science encounters Art – Part 1“) gezeigt. An den Arbeiten der Forscher war der Bildhauer Ajit Kai Dräger aktiv beteiligt. Gezeigt wurde ein aus Marmor und Sandstein zusammengeklebtes Kunstobjekt, das von einem Roboter bearbeitet wurde. Dräger warf damit Fragen auf wie „Wo hört Kunst auf und wo beginnt Wissenschaft?“ oder „Gehören beide Bereiche zusammen?“ Eingesetzt wurden Industrieroboter, die in der Automobilfertigung bereits zu den Bearbeitungsschritten gehören.

## Mitgliedschaft und eine Stiftung
- Die Firma Dräger ist Mitglied im Verein AD-Berlin, Art Service.[11]
- Die Bildhauer Dräger und Christoph Mertens haben ein dorisches Portal mit zwei Säulen, einem Architrav mit zwei Sphingen und der griechischen Inschrift „Mnemosyne“ angefertigt und im Jahr 2020 für den Winckelmann-Museumspark in der Stadt Stendal gestiftet.[12]